# Óscar Ruiz
Óscar Julián Ruiz Acosta (ur. 1 listopada 1969) – były kolumbijski sędzia międzynarodowy.
Karierę sędziowską rozpoczynał 1 stycznia 1995 roku, międzynarodowym arbitrem został już sześć miesięcy później – zadebiutował w meczu Paragwaj – Wenezuela. Wielokrotnie sędziował mecze Mistrzostw Świata U17 lub U20, jak i również spotkania w turnieju Copa América i mecz Korea Południowa – Polska na Mistrzostwach Świata w Korei i w Japonii. Z wykształcenia jest prawnikiem, oprócz języka ojczystego (hiszpańskiego) posługuje się także angielskim i portugalskim. Mieszka w Villavicencio.